# Runaway Jury
Runaway Jury (El jurado en España y Tribunal en fuga en Hispanoamérica; estrenada el 17 de octubre de 2003 en Estados Unidos, el 11 de diciembre del mismo año en Argentina y el 6 de febrero de 2004 en España) es una película protagonizada por John Cusack, Gene Hackman, Dustin Hoffman y Rachel Weisz; dirigida por Gary Fleder y basada en la novela homónima de John Grisham.

## Argumento
Cuando una joven viuda interpone una demanda en la ciudad de Nueva Orleans contra un poderoso consorcio al que hace responsable de la muerte de su marido, pone en funcionamiento un caso en el que se decide el destino de millones de dólares. Pero quizás sea un juicio que esté ganado mucho antes de que haya dado comienzo, ya que el jurado probablemente esté manipulado y comprado.
Representando los intereses de la viuda está Wendall Rohr (Dustin Hoffman), un gran abogado sureño, con grandes principios y con interés en el caso que está defendiendo. Su oponente es el brillante y despiadado especialista en elección de jurados Rankin Fitch (Gene Hackman). Fitch y su equipo trabajan en un centro de mando en el barrio francés, concienzudamente en el seguimiento y elección de jurado. Conocerá todo sobre sus vidas y manipulará estratégicamente esta información en el proceso de selección, con el fin de que el jurado vote a favor de su defendido.
Sin embargo Fitch y Rohr pronto descubrirán que no son los únicos interesados en conseguir el favor del jurado. Uno de los integrantes, Nicholas Easter (John Cusack), tiene sus propias ideas para influir en el grupo elegido. Además una misteriosa mujer llamada Marlee (Rachel Weisz) contactará con Fitch y Rohr para comunicarles que el jurado está en venta y que el veredicto final no les saldrá barato. La integridad de Rohr se pone a prueba y Fitch se verá tentado entre comprar o elegir un jurado, sin importarle las consecuencias.

## Reparto
- John Cusack como Nicholas Easter.
- Gene Hackman como Rankin Fitch.
- Dustin Hoffman como Wendell Rohr.
- Rachel Weisz como Marlee.
- Bruce Davison como Durwood Cable.
- Jeremy Piven como Lawrence Green.
- Celia Weston como la sra. Brandt.
- Carol Sutton como Lou Dell.

## Producción
Se empezó a rodar el 30 de septiembre de 2002 en diferentes localizaciones de Estados Unidos. Se rodó intregamente en el estado de Louisiana, en ciudades como Nueva Orleans, Jefferson Parish, Riverwalk, Metairie o Kenner. Bridget Moynahan y Amanda Peet fueron consideradas para interpretar el personaje de Marlee, que también fue ofrecido a Naomi Watts, aunque lo rechazó por problemas de agenda; por lo que finalmente recayó en Rachel Weisz. La película estuvo gestionándose años antes de su estreno, el director Alfonso Cuarón estuvo vinculado al proyecto, con el fin de dirigirlo y escribirlo. En 1997 la cinta iba a ser dirigida por Joel Schumacher con Edward Norton como Nicholas Easter, Gwyneth Paltrow como Marlee y Sean Connery como Rankin Fitch. Cuando Schumacher abandonó el proyecto éste se retrasó y los actores participaron en otros proyectos. Nuevamente, en 2001, se puso en marcha la producción, en esta ocasión con Will Smith como Nicholas Easter y Jennifer Connelly como Marlee, y la dirección estaba en manos de Mike Newell. Sin embargo Smith decidió no participar y el film fue retrasado de nuevo.

## Recepción

### Respuesta crítica
Según la página de Internet Rotten Tomatoes obtuvo un 73% de comentarios positivos, llegando a la siguiente conclusión: «Un inverosímil pero entretenido thriller legal». Jay Boyar definió la película como «una forma entretenida de quemar un par de horas». Jorge Ávila Andrade escribió: «Buen thriller con alguna que otra vuelta de tuerca que seguramente dejará satisfecha a la mayoría». Según la página de Internet Metacritic, obtuvo críticas positivas, con un 61%, basado en 38 comentarios, de los cuales 26 son positivos.

### Taquilla
Estrenada en 2.815 cines estadounidenses debutó en tercera posición con 11 millones de dólares, con una media por sala de 4.204 dólares, por delante de School of Rock y por detrás de Kill Bill: Vol 1. Recaudó 49 millones en Estados Unidos. Sumando las recaudaciones internacionales la cifra asciende a 80 millones. El presupuesto estimado invertido en la producción fue de 60 millones. Es la sexta película más taquillera en Estados Unidos basada en una novela de John Grisham.